# Philip Carlo
Philip Carlo (* 18. April 1949; † 8. November 2010) war ein US-amerikanischer Journalist, der erfolgreiche Biographien über die amerikanischen Verbrecher Thomas Pitera, Richard Kuklinski, Anthony Casso und Richard Ramirez geschrieben hat.
Philip Carlo wurde in Bensonhurst, Brooklyn, New York geboren. Er war in seiner Jugend in Bandenkriminalität verwickelt, und in diesem Zusammenhang wurde er angeschossen. Aufgrund einer Erkrankung benutzte er einen Rollstuhl. Zu seinen erfolgreichsten Büchern gehört die Biographie des Serienmörders Richard Ramirez, der wegen etlichen Frauenmorden verurteilt worden war. Er führte lange Gespräche mit den überführten Mafia-Killern Richard Kuklinski und dem ehemaligen Lucchese-Boss Anthony Casso, aus denen Biographien entstanden.
Inspiriert von seinem Buch über das Leben Kuklinskis entstand 2012 der Spielfilm The Iceman von Ariel Vromen, in dem Michael Shannon die Titelrolle des Verbrechers spielt.
Carlo litt unter der Krankheit Amyotrophe Lateralsklerose (ALS), an der er 2010 61-jährig starb.

## Bücher
Sachbücher:
- The Night Stalker: The Life and Crimes of Richard Ramirez. 1996, ISBN 1-57566-030-X
- The Ice Man: Confessions of a Mafia Contract Killer. 2006, ISBN 0-312-34928-9
  - ICE MAN, Bekenntnisse eines Mafia-Killers. Piper Verlag, Mai 2011. ISBN 978-3-492-26434-1
- Gaspipe: Confessions of a Mafia Boss. William Morrow, 2008,  ISBN 978-0-06-142984-2
- The Butcher: Anatomy of a Mafia Psychopath. William Morrow, 2009, ISBN 978-0-06-174465-5
- The Killer Within: In the Company of Monsters. Overlook Press, 2011, ISBN 978-1-59020-431-3

Romane:
- Stolen Flower. 1988, ISBN 0-525-24484-0
- Predators and Prayers. 2005, ISBN 0-8439-5576-7
- Smiling Wolf. 2006, ISBN 0-8439-5678-X